# ستيفن روجرز
ستيفن روجرز هو سياسي كندي، ولد في 28 مارس 1942 في فانكوفر في كندا. حزبياً، نشط في British Columbia Social Credit Party ‏.